# Шамугия, Георгий Аквсентьевич
Георгий Аквсентьевич Шамугия (1923, село Цаиши, Зугдидский уезд, Кутаисская губерния, ССР Грузия — неизвестно, село Цаиши, Зугдидский район, Грузинская ССР) — колхозник колхоза имени «1 мая» Зугдидского района, Грузинская ССР. Герой Социалистического Труда (1950).

## Биография
Родился в 1923 году в крестьянской семье в селе Цаиши в Зугдидском уезде. После окончания местной начальной школы трудился в сельском хозяйстве до призыва в Красную Армию по мобилизации. Участвовал в Великой Отечественной войне. Воевал в составе 790-го стрелкового полка 392-й стрелковой дивизии. После демобилизации возвратился в родное село, где трудился в цитрусовом саду колхоза имени «1 мая» Зугдидского района.
В 1949 году собрал в среднем с каждого дерева по 1205 мандаринов с 400 полновозрастных плодоносящих деревьев. Указом Президиума Верховного Совета СССР от 19 июля 1950 года удостоен звания Героя Социалистического Труда за «получение высоких урожаев сортового зелёного чайного листа и цитрусовых плодов в 1949 году» с вручением ордена Ленина и золотой медали «Серп и Молот» (№ 5267).
Этим же указом званием Героя Социалистического Труда был награждён труженик колхоза имени «1 мая» Пармен Романозович Шамугия.
После выхода на пенсию проживал в родном селе Цаиши. Дата смерти не установлена.